# Un dernier mot d'amour
Singles de Mireille Mathieu
Santa Maria de la Mer
(1978) Andy
(1979)
Pistes de Fidèlement vôtre
Un peu de bleu
Un dernier mot d'amour est une chanson de la chanteuse française Mireille Mathieu sortie en 1978 en France chez Philips. La chanson est extraite de l'album Fidèlement vôtre de 1978.